# DNA片段化
DNA片段化是将DNA链分离或打断成碎片。它可以由实验室人员或细胞有意完成，也可以在生物体内自发地发生。自发或意外的DNA断裂是在细胞中逐渐积累的断裂。DNA片段化是许多DNA有关实验的开始步骤.
DNA片段化的主要度量指标是DNA碎片指数（DFI）。有报道认为大于或等于20%的DFI会显着降低ICSI后的成功率。

## 实验中的片段化方法
通常在构建DNA序列或亚克隆文库等实验前需要进行DNA片段化。有多种物理方法用于打碎DNA，如：超声处理、needle shear、雾化、流体剪切。使用酶打碎DNA的方法有内切酶处理和转座酶处理法。

## 用途
DNA片段化在法医学，尤其是在DNA分析中发挥着重要作用。
1. 1 2  Speyer BE, Pizzey AR, Ranieri M, Joshi R, Delhanty JD, Serhal P. . Hum Reprod. May 2010, 25 (7): 1609–1618. PMID 20495207. doi:10.1093/humrep/deq116 .
2. ↑  Quail, Michael Andrew. . 2010. ISBN 978-0470016176. doi:10.1002/9780470015902.a0005333.pub2.
3. ↑  Syed, Fraz; Grunenwald, Haiying; Caruccio, Nicholas. . Nature Methods. 2009-11, 6 (11)  [2023-11-01]. ISSN 1548-7105. doi:10.1038/nmeth.f.272. （原始内容存档于2023-11-01） （英语）.